# Hans-Joachim Krusch (Gewerkschafter)
Hans-Joachim Krusch (* 1. Februar 1950 in Weißwasser) ist ein ehemaliger deutscher Jugend- und Gewerkschaftsfunktionär sowie SED-Funktionär. Er war Erster Sekretär der FDJ-Bezirksleitung und Vorsitzender des FDGB-Bezirksvorstandes Dresden. 

## Leben
Krusch, Sohn eines Lehrers, besuchte die POS und absolvierte eine Lehre als Schriftsetzer im Grafischen Großbetrieb Völkerfreundschaft Dresden. Anschließend arbeitete er dort. 1964 trat er der FDJ, 1968 der SED bei. Zwischen 1968 und 1970 leistete er seinen Wehrdienst bei der NVA.

### FDJ-Funktionär
Ab 1970 war er hauptamtlicher FDJ-Funktionär und wirkte von 1970 bis 1973 als Sekretär der FDJ-Grundorganisation im Grafischen Großbetrieb Völkerfreundschaft Dresden. Nach einem Fernstudium an der Bezirksparteischule (1972/73) war er 1973/74 Zweiter Sekretär der FDJ-Stadtbezirksleitung Dresden-Mitte, dann von 1974 bis 1977 Erster Sekretär der FDJ-Kreisleitung Dippoldiswalde. 1977/78 fungierte er als Sekretär, dann schließlich vom 30. August 1978 bis 27. August 1984 als Erster Sekretär der FDJ-Bezirksleitung Dresden (Nachfolger von Klaus Beuhne). Er war zugleich Mitglied des Sekretariats der SED-Bezirksleitung Dresden. Am 15. Januar 1979 wurde er auf der 9. Tagung des Zentralrats der FDJ mit Hans-Joachim Willerding in den Zentralrat kooptiert.

### FDGB-Funktionär
Von 1984 bis 1987 studierte Krusch an der Parteihochschule „Karl Marx“. Sein Studium schloss er 1987 als Diplom-Gesellschaftswissenschaftler ab. Anschließend war er Politischer Mitarbeiter des FDGB-Bundesvorstandes. Vom 29. September 1988 bis 1990 war er Vorsitzender des FDGB-Bezirksvorstandes Dresden sowie erneut ab 7. Dezember 1988 Mitglied des Sekretariats der SED-Bezirksleitung Dresden. Am 12. Dezember 1988 wurde er von der 7. Tagung des Bundesvorstandes des FDGB in den Bundesvorstand kooptiert. Im Dezember 1989 und Januar 1990 war er Mitglied des „Komitees zur Vorbereitung eines außerordentlichen FDGB-Bundeskongresses“. Von Februar bis September 1990 war er Geschäftsstellenleiter des Gewerkschaftlichen Dachverbandes im Bezirk Dresden. 
Von Oktober 1990 bis Januar 2015 war er als Mitarbeiter einer Wach- und Schließgesellschaft tätig.

## Auszeichnungen
- Artur-Becker-Medaille in Gold
- Ehrenurkunde des Zentralrats der FDJ (1984)
- Vaterländischer Verdienstorden in Bronze (1984)